# Richilde di Hainaut
Richilde di Hainaut o di Egisheim (... – 15 marzo 1087) è stata una nobile fiamminga fu contessa di Hainaut dal 1049 al 1051; dal 1039 al 1049 era stata contessa assieme al primo marito, Ermanno di Hainaut, dal 1051 al 1070 era stata contessa assieme al secondo marito, Baldovino I di Hainaut, mentre dal 1067 al 1070 fu contessa consorte di Fiandra; fu anche contessa di Hereford tra il 1070 e il 1071; infine fu ancora contessa di Hainaut, assieme al figlio Baldovino II, dal 1071 fino alla sua morte.

## Origine
Era l'unica figlia del conte di Hainaut, Reginardo V e della moglie, Matilde di Verdun, sia secondo gli Iacobi de Guisia Annales Hanoniæ (Richildem virginem, filiam Ragineri comitis), sia secondo le Ægidii Aurevallensis Gesta Episcoporum Leodiensium III (Richildis comitissa Haynonie filia Raineri comitis filii comitis Raineri Longicolli), ad anche secondo la Historia Comitum Ghisnensium (Richildis Montensis comitis filia).
Reginardo V di Mons, secondo le Gesta Episcoporum Cameracensium III era il figlio primogenito del conte di Hainaut, Reginardo IV e della moglie, Edvige di Francia (Reginardo viene citato assieme alla madre ed al fratello, Lamberto, dal re di Germania e imperatore, Enrico II di Sassonia nel documento n° 387, datato 1018, dei Heinrici III Diplomata, dall'imperatore, Enrico II e, dal re di Germania e imperatore, Corrado II il Salico nel documento n° 202, datato 1033, dei Conradi II Diplomata, dall'imperatore, Corrado II; Matilde era la figlia del conte Ermanno, sia secondo il Sigeberti Auctarium Affligemense, che secondo il Ruperti Chronicon, Sancti Laurentii Leodiensis; ed il conte Ermanno, a sua volta, secondo le Gesta Episcoporum Virdunensium, era figlio del Conte di Verdun e conte di Hainaut, Goffredo I di Verdun.
Secondo altri cronisti, tra cui il Gisleberti Chronicon Hanoniense, era figlia ed erede del conte di Valenciennes, di cui non si conoscono né il nome né gli ascendenti (qui defuncto comite Valenciensi absque proprii corporis herede)
Secondo alcuni storici poteva essere figlia di Reginardo di Hasnon, marchese di Valenciennes tra il 1045 e il 1048..

## Biografia
Non si conosce l'anno esatto, ma prima del 1039, Richilde aveva sposato, Ermanno, che, secondo gli Iacobi de Guisia Annales Hanoniæ, era figlio di un non precisato duca della marca di Turingia (Hermannus fuit filius ducis Thuringie, parentibus orbatus); secondo il Gisleberti Chronicon Hanoniense, invece Richilde, che era figlia ed erede del conte di Valenciennes, di cui non si conoscono né il nome né gli ascendenti (forse era Reginardo di Hasnon), aveva sposato Ermanno di Hainaut, l'unico figlio del conte di Hainaut, Reginardo V e della moglie, Matilde di Verdun, sia secondo la Gisleberti Chronicon Hanoniense che sostiene che Ermanno (Hermannus comes, qui comes Montensis dicebatur) era il legittimo erede della contea di Mons (Hermanno comite qui post quamplures comites comitatum Hanoniensem iure hereditario possedit), sia secondo i Lamberti Annales quando sostiene che Arnolfo III di Fiandra, figlio di Baldovino I di Hainaut e di Richilde, ereditò la contea di Mons, dalla madre che l'aveva ricevuta dal suo primo marito, Ermanno.
Non si conosce la data esatta della morte del padre (o suocero), Reginardo V; comunque i cronisti riportano che, nel 1039 circa, nella contea di Mons, a Reginardo succedette Ermanno; il Gisleberti Chronicon Hanoniense precisa che ereditò la contea (Hermannus comes, qui comes Montensis dicebatur); anche gli Iacobi de Guisia Annales Hanoniæ, che ritengono che Ermanno non fosse l'erede della contea di Mons lo citano come conte di Mons  (Hermanno comite Hanoniensi et Richilde uxore sua).
Ermanno riuscì a riunire la contea di Valenciennes alla contea di Mons, riunificando l'Hainaut. Ancora il Gisleberti Chronicon Hanoniense che precisa che avvenne dopo la morte del padre della moglie Richilde, Quindi Richilde divenne contessa consorte della contea di Hainaut, nuovamente riunificata.
Richilde rimase vedova, nel 1049; gli Iacobi de Guisia Annales Hanoniæ riportano la morte di Ermanno con una data errata, corretta da una nota a piè di pagina; mentre L'obituaire de la cathédrale Saint-Lambert de Liège, a p. 92 (non consultato), riporta la morte di Ermanno al 3 luglio 1049.
Ad Ermanno, secondo la Gisleberti Chronicon Hanoniense, succedette la moglie Richilde, come contessa, erede o di Mons o di Valenciennes, anche perché il figlio maschio, Ruggero, non solo era minorenne, ma anche claudicante.
Richilde tenne il governo della contea per circa due anni, e, nel 1051 (come testimoniano gli Annales Elnonenses Maiores, che la citano col nome errato di Giuditta), si sposò in seconde nozze con Baldovino, che, per diritto do matrimonio, divenne il conte Baldovino I di Hainaut, e che, secondo la Genealogica Comitum Flandriæ Bertiniana, era il figlio primogenito del conte di Fiandra, Baldovino V e della moglie, Adelaide di Francia, che, sempre secondo la Genealogica Comitum Flandriæ Bertiniana,era la figlia femmina secondogenita del re di Francia, Roberto II detto il Pio e di Costanza d'Arles. Questo secondo matrimonio di Richilde viene confermato anche dal Chronicon S. Andreæ, Castri Cameracesii II, dove viene anche precisato che Richilde era vedova di Ermanno di Hainaut, e che quest'ultimo era nipote di Baldovino V di Fiandra (Ermanno era nipote di Edvige di Francia, sorella di Adelaide di Francia, moglie di Baldovino V), mentre per gli Iacobi de Guisia Annales Hanoniæ era Richilde a essere cugina di Baldovino I di Hainaut, essendo rispettivamente nipote e figlio di sorelle.
Data questa parentela, ben presto la coppia venne minacciata di scomunica dalle autorità ecclesiastiche, come conferma la Genealogica Comitum Flandriæ (causa la parentela di Ermanno e Baldovino); nella questione allora intervenne papa Leone IX, che era un prozio di Richilde, che secondo ancora gli Iacobi de Guisia Annales Hanoniæ li assolse dal loro peccato, ma proibì loro di avere ulteriori rapporti coniugali.
Richilde nel 1067 divenne contessa consorte delle Fiandre; gli Annales Elnonenses Maiores riportano la morte dello suocero, Baldovino V, ed il marito succedette al padre come Baldovino VI.
Richilde nel 1070 rimase vedova per la seconda volta; gli Annales Elnonenses Maiores riportano la morte di Baldovino VI, a cui succedette il figlio maggiore, Arnolfo, sia nelle Fiandre che in Hainaut, che si era ribellato.
Ancora vedova, Richilde, che era preoccupata della ribellione del cognato, Roberto il Frisone, contro suo figlio, Arnolfo, per il possesso delle Fiandre, per avere un alleato contro il cognato, si offrì in moglie a Guglielmo FitzOsborn, Conte di Hereford, anche lui vedovo; in quello stesso anno Richilde, in terze nozze, si unì a Guglielmo, figlio di Emma d'Ivry, figlia a sua volta di Raoul d'Ivry e di Osbern de Crépon; Guglielmo, secondo gli Annales de Wintonia era nipote del re d'Inghilterra, Guglielmo il Conquistatore; il matrimonio fu approvato sia da Guglielmo il Conquistatore che dal re di Francia, Filippo I.
Roberto il Frisone aveva contestato la successione a Baldovino VI, raccogliendo sostenitori principalmente nel nord delle Fiandre, dove era situato il grosso delle forze di Arnolfo. Tra i suoi sostenitori, Arnolfo, oltre ai re Guglielmo il Conquistatore e Filippo I (la zia paterna di Filippo I, Adele di Francia era la nonna di Arnolfo), contava tra gli altri Eustachio II di Boulogne, Eustachio III di Boulogne e Goffredo di Buglione. Un contingente di cavalieri normanni guidato da Guglielmo FitzOsborn intervenne in aiuto di Arnolfo. Le forze di Roberto attaccarono quelle numericamente superiori di Arnolfo, il 22 febbraio 1071, nella battaglia di Cassel, a Bavinchove, ai piedi di Mont-Cassel, prima che queste avessero avuto il tempo di organizzarsi. Arnolfo stesso rimase ucciso nella battaglia insieme a Guglielmo FitzOsborn e Richilde venne catturata dalle forze di Roberto, comeconfermano gli Annales Blandinienses. Anche quest'ultimo venne però catturato da Eustachio II. Alla fine vi fu uno scambio di prigionieri tra Roberto e Richilde. Lo scontro viene confermato dal documento n° XXI del Cartulaire de l'Abbaye de Saint-Bertin, che lo cita come una guerra civile (pugna civili), avvenuta a Cassel (apud castrum Casseletum), e conclusa con la morte di Arnolfo III e la cacciata dalla contea della madre, Richilde e del fratello minore, Baldovino; Roberto, dopo aver ottenuto la vittoria, ebbe tutte le Fiandre, divenendo conte di Fiandra, mentre la contea di Hainaut andò a Baldovino (Baldovino II d'Hainaut).
Richilde viene citata assieme al figlio, Baldovino, dal re di Germania e futuro imperatore, Enrico IV di Franconia nel documento n° 242, datato 1071, dei Heinrici IV Diplomata, in cui le venne riconosciuto il titolo di contessa di Hainaut unitamente al figlio, Baldovino II.
Di Richilde non si hanno ulteriori notizie; molto probabilmente passò gli ultimi anni nella contea di Hainaut assieme al figlio, Baldovino II. L'obituaire de la cathédrale Saint-Lambert de Liège, a p. 36 (non consultato), riporta la morte di Richilde al 15 marzo 1087. Richilde fu inumata presso l'abbazia di Hasnon, accanto al suo secondo marito, Baldovino.

## Matrimoni e discendenza
Ermanno da Richilde ebbe due figli:
- Ruggero[10] ( † 1093[31][32]), che secondo gli Iacobi de Guisia Annales Hanoniæ,  era claudicante dalla nascita[1], e, che, secondo la Gisleberti Chronicon Hanoniense fu avviato alla vita religiosa[33], e divenne vescovo di Châlons[33],
- Agnese, che fu avviata alla vita religiosa e divenne suora[33].

Baldovino da Richilde ebbe tre figli:
- Arnolfo[18] (1055 -1071), conte di Fiandra e conte di Hainaut
- Baldovino[18] (1056 -1098), conte di Hainaut
- Agnese ( † dopo il 1071), citata dagli Iacobi de Guisia Annales Hanoniæ, che fu suora[1].

Guglielmo da Richilde non ebbe alcun figlio:

### Fonti primarie
- (LA)  Monumenta Germaniae Historica, Scriptores, tomus IV.
- (LA)  Monumenta Germaniae Historica, Scriptores, tomus V.
- (LA)  Monumenta Germaniae Historica, Scriptores, tomus VI.
- (LA)  Monumenta Germaniae Historica, Scriptores, tomus VII.
- (LA)  Monumenta Germaniae Historica, Scriptores, tomus VIII.
- (LA)  Monumenta Germaniae Historica, Scriptores, tomus IX.
- (LA)  Monumenta Germaniae Historica, Scriptores, tomus XVI.
- (LA)  Monumenta Germaniae Historica, Scriptores, tomus XXI.
- (LA)  Monumenta Germaniae Historica, Scriptores, tomus XXIII.
- (LA)  Monumenta Germaniae Historica, Scriptores, tomus XXIV.
- (LA)  Monumenta Germaniae Historica, Scriptores, tomus XXV.
- (LA)  Monumenta Germaniae Historica, Scriptores, tomus XXX.1.
- (LA)  Monumenta Germaniae Historica, Diplomatum Regum et Imperatorum Germaniae, tomus III, Heinrici III Diplomata.
- (LA)  Monumenta Germaniae Historica, Diplomata regum et imperatorumi Germaniae, tomus IV, Conradi II. diplomata.
- (LA)  Monumenta Germaniae Historica, Diplomata regum et imperatorumi Germaniae, tomus VI, Heinrici IV.1 Diplomata.
- (LA)  Cartulaire de l'Abbaye de Saint-Bertin.
- (LA)  Annales Monastici Vol. II.

### Letteratura storiografica
- Caroline M Ryley, L'imperatore Enrico III, in «Storia del mondo medievale», vol. IV, 1999, pp. 193–236